# Scotland Yard

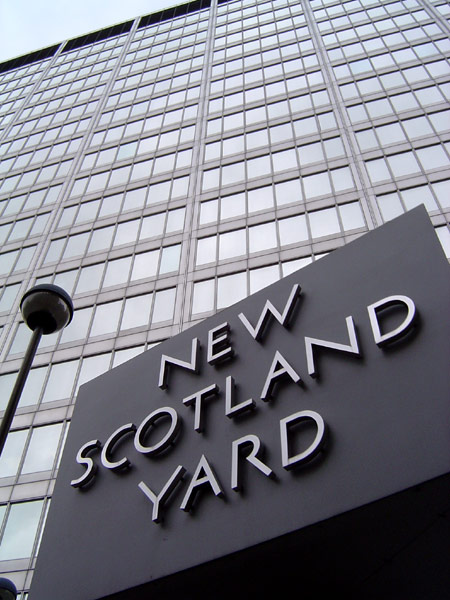
New Scotland Yard, London.

New Scotland Yard eller Scotland Yard är högkvarteret för Metropolitanpolisen. Scotland Yard har ett kontorshus på 20 våningar på Broadway i City of Westminster, omkring 450 meter från Westminsterpalatset. 
Med Scotland Yard avses ofta i som metonym Criminal Investigation Department (CID), dvs kriminalpolisavdelningen inom Metropolitanpolisen.

## Historia
Metropolitanpolisen och Scotland Yard grundades på initiativ av Storbritanniens inrikesminister Robert Peel och inledde sin verksamhet den 29 september 1829. Namnet Scotland Yard kommer från gatan Great Scotland Yard, en tvärgata till Whitehall, där polisstationen ursprungligen låg. Det är oklart varifrån gatan fått sitt namn, men en allmän förklaring är att den skotska kungafamiljen på 1100-talet bodde på platsen då den besökte det engelska hovet.
Scotland Yard har flyttat flera gånger sedan dess, men namnet har behållits. 
År 1967 flyttade Scotland Yard till sin nuvarande byggnad som återinvigdes efter ombyggnad 2016, båda gångerna i närvaro av drottning Elizabeth II.